# Etienne-Martin Maurel de Mons

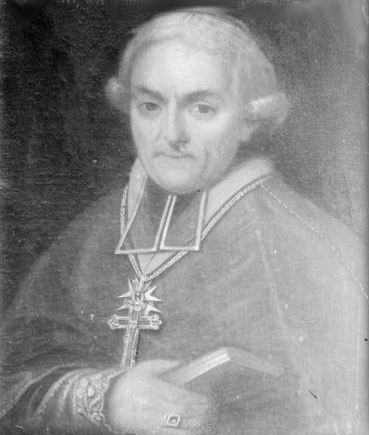
Aartsbisschop Maurel, empirebaron

Balthasard-Parfait-André-Etienne-Martin baron Maurel de Mons (Aix-en-Provence, 18 april 1752 – Avignon, 4 oktober 1830) was een Frans prelaat tijdens het Eerste Franse Keizerrijk en tijdens de Restauratie van de monarchie. Hij was bisschop van Mende (1805-1821), bisschop van Avignon (1821-1822) en aartsbisschop van Avignon (1822-1830) tot zijn dood.

## Levensloop
Maurel werd priester gewijd in Aix-en-Provence, zijn geboortestad. Hij werd vicaris-generaal van het bisdom Viviers. De toenmalige bisschop Charles de La Font de Savine was een van de vier bisschoppen in Frankrijk die de eed van trouw aflegden aan het revolutionair bestuur in Parijs; de Constitution civile du clergé eiste immers gehoorzaamheid vanwege de geestelijkheid (1790). De kathedraal van Viviers werd in deze periode niet geplunderd door revolutionairen, in tegenstelling tot in andere steden. Maurel weigerde de eed van trouw af te leggen. Hiermee ging hij in tegen zijn overste. Later verklaarde de bisschop dat Maurel gelijk had met de eed af te wijzen.
Na het Concordaat tussen Napoleon Bonaparte en paus Pius VII (1801) kreeg Maurel de benoeming tot vicaris-generaal van het aartsbisdom Parijs (1802). De aartsbisschop was Jean Baptiste de Belloy. Hij miste vervolgens de bisschopsbenoeming in Troyes, omdat kardinaal Fesch, een familielid van Napoleon, Maurel onervaren vond; bisschoppen die hun bisdom kwijt waren geraakt tijdens de Franse Revolutie kregen voorrang volgens Fesch.
Pas in 1805 lukte het Maurel bisschop van Mende te worden. Bisschop Maurel verplichtte met een rondschrijven een Te Deum te zingen voor de overwinning van Napoleon in de Slag bij Friedland (1807). Een jaar later adelde Napoleon hem tot empirebaron. Maurel nam deel aan het concilie van Parijs in 1811.
In 1821 werd Maurel bisschop van Avignon. Met steun van Lodewijk XVIII bevorderde paus Pius VII hem tot aartsbisschop van Avignon, met halvering van het territorium evenwel. Maurel liet katholieke onderwijsinstellingen oprichten in Avignon. Koning Karel X schonk hem de titel van Pair van Frankrijk. Omwille van een zwakke gezondheid ging Maurel naar het kuuroord Nice in het koninkrijk Piëmont-Sardinië. Hij keerde stervende terug en overleed in Avignon in 1830.
- Bibliothèque nationale de France: cb171606842 (data)
- International Standard Name Identifier: 0000 0004 6359 3771
- Base Léonore: LH//1912/23
- Virtual International Authority File: 6233151051915633530005